# Karl Glas
Karl Glas (ur. 1907, zm. ?) – niemiecki kapo w obozie koncentracyjnym Gusen, zbrodniarz nazistowski.
Od marca 1944 był więźniem Mauthausen. Po czterech tygodniach kwarantanny wysłano go do podobozu Gusen, gdzie został ustanowiony więźniem funkcyjnym. Glas był kolejno: sztubowym, stróżem i, od marca 1945, starszym bloku.
Podczas procesu załogi Mauthausen-Gusen (US vs. Karl Glas i inni) przed amerykańskim Trybunałem Wojskowym w Dachau przyznał się do zamordowania wraz z innymi więźniami funkcyjnymi kilku więźniów. Glas bronił się przed zarzucanymi czynami swoją rzekomą niepoczytalnością. Jednak niemiecki psychiatra, który go zbadał stwierdził, iż oskarżony jest zdolny do uczestnictwa w postępowaniu sądowym. Karl Glas został w 1947 skazany na dożywotnie pozbawienie wolności.